# Apodemus alpicola
Apodemus alpicola là một loài động vật có vú trong họ Chuột, bộ Gặm nhấm. Loài này được Heinrich mô tả năm 1952.